# Spinningowe Mistrzostwa Polski Teamów (2022)
VI Spinningowe Mistrzostwa Polski Teamów (2022) – zespołowe mistrzostwa Polski w wędkarstwie spinningowym, które odbyły się w dniach 14-16 października 2022 na Zalewie Zegrzyńskim od Pogorzelca do zapory w Dębem.
Mistrzostwa miały być pierwotnie rozegrane na Zalewie Sulejowskim, jednak z uwagi na niski stan wody i brak możliwości slipowania łodzi Okręg PZW w Piotrkowie Trybunalskim odstąpił organizację Okręgowi Mazowieckiemu.
W zawodach wystartowało 162 zawodników w 81 dwuosobowych drużynach, którzy łącznie złowili 964 ryby. 60% z nich, czyli 603 sztuki, stanowiły szczupaki (największy okaz miał 103,5 cm długości). Oprócz tego wyłowiono 356 okoni i pięć boleni. Zawody rozgrywano w trzech siedmiogodzinnych turach. 
Wyniki zespołowe:
- 1. miejsce: Team Dragon Elspin Elbląg (Sławomir Kubasiewicz i Łukasz Zardzewiały) – 26 punktów (20 szczupaków i dwa okonie),
- 2. miejsce: Spinmad Okręg PZW Bydgoszcz II (Marcin Bomba i Kacper Rybicki) – 32 punkty (17 szczupaków i dwa okonie),
- 3. miejsce: JMC Adventure I (Filip Biskupski i Mateusz Czajkowski) – 36 punktów (16 szczupaków i dwa okonie)[1].

Najdłuższe ryby:
- szczupak: 103,5 cm (Kajtki Wrocław – Piotr Wróblewski i Jarosław Galuba),
- okoń: 35,5 cm,
- boleń: 56,7 cm[1].